# 語音信箱
語音信箱又稱语音邮件，是一种以计算机为基础的系统，它允许用户之間通過电话互相傳遞、發送和儲存语音信息。大多数移动电话运营商都會提供語音信箱功能。